# Зейлер, Гандрий

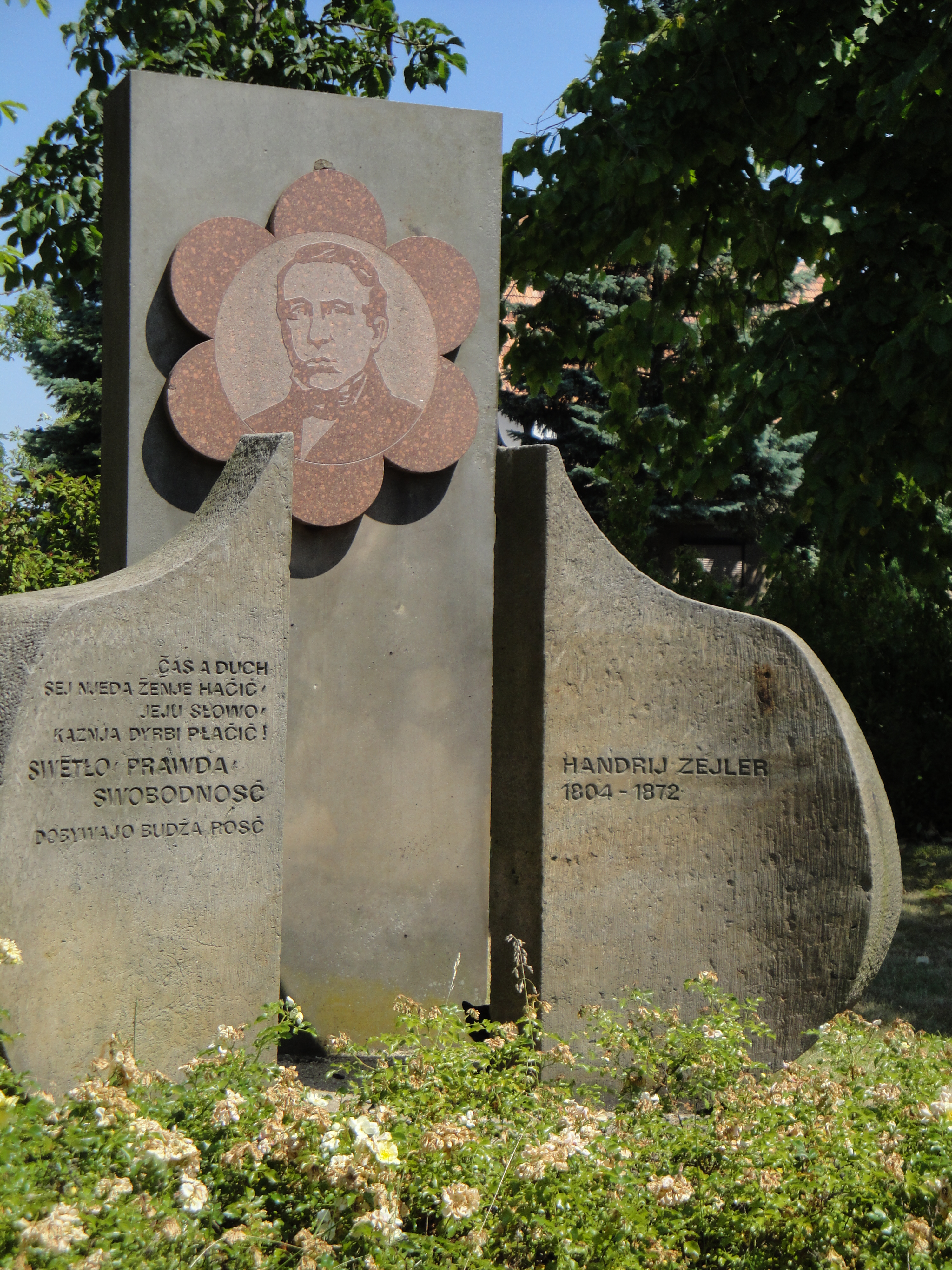
Монумент Зейлеру в Зальценфорсте

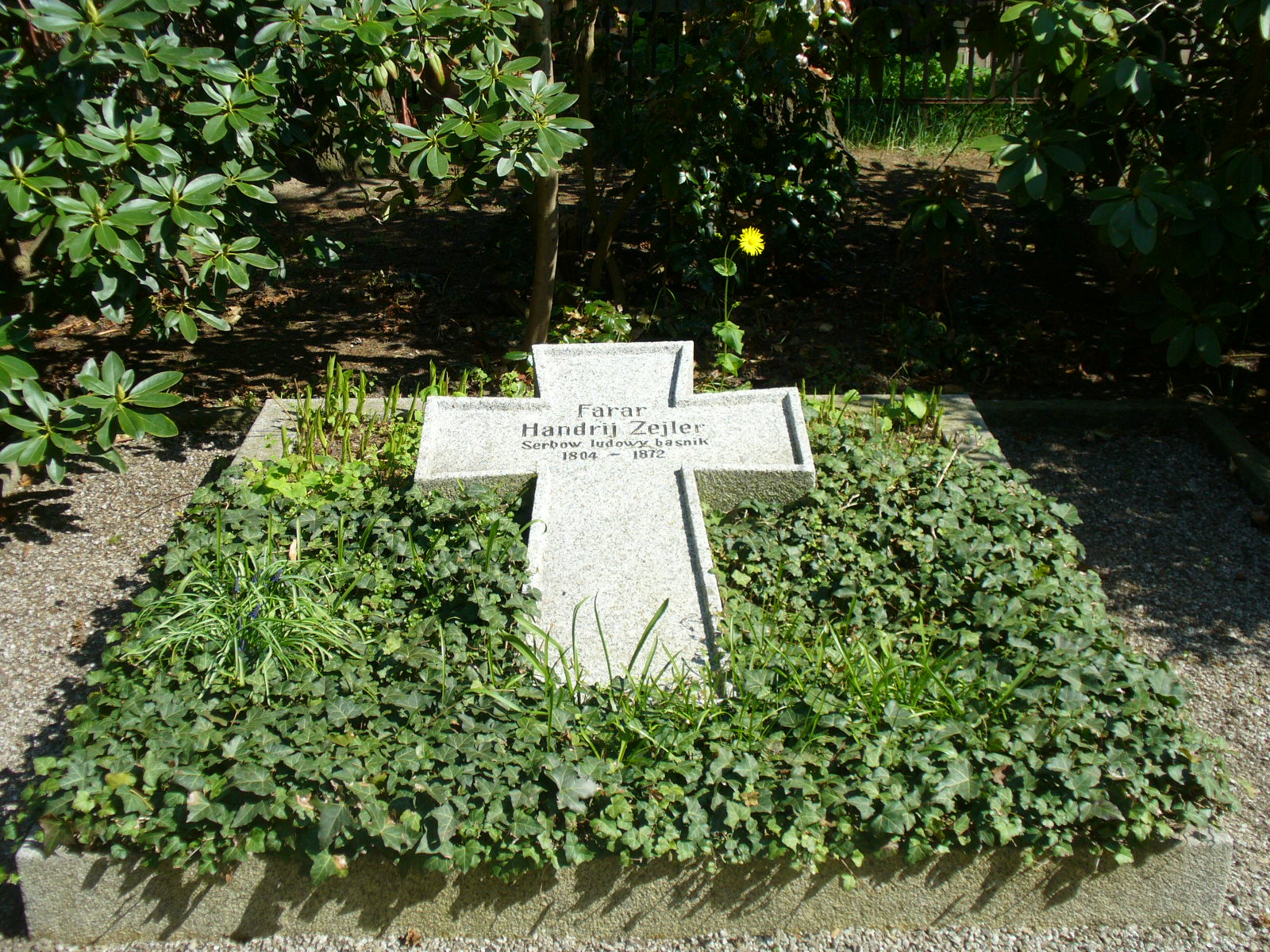
Могила Зейлера

Гандрий Зейлер (1 февраля 1804, Зальценфорст — 15 октября 1872, Лоза) — сорбский поэт, активист, исследователь фольклора. Заложил основы литературного лужицкого языка.

## Биография
Гандрий Зейлер родился в Слоной Борщи (Słona Boršć / Salzenforst), которая ныне вошла в черту Будишина (Бауцена). В 1818—1825 гг. учился в Будишинской гимназии. Католический епископ Франц Юрий Лок помог Зейлеру поступить в Лейпцигский университет. Там он обучался в 1825—1829 годах (на богословском факультете). Будучи студентом, участвовал в деятельности Серболужицкого проповеднического общества. В сотрудничестве с Гендрихом Кригаром издавал рукописный журнал «Serbska nowina».
В подростковом возрасте Зейлер писал патриотические песни на темы сорбского (сербо-лужицкого) фольклора. Одна из этих песен — «Прекрасная Лужица» — прославилась под музыку Корлы Августа Коцора (1845) и стала сорбским национальным гимном. Тот же композитор написал музыку к другому известному стиху Зейлера. Это — написанный наподобие Мазурки Домбровского, гимн Лужица ещё не умерла.
Деятельность Зейлера не ограничивалась песнями и гимнами. В 1825 году Гандрий Зейлер вступил в ряды сербо-лужицкого студенческого братства «Сорабия». В 1826 г. Зейлер познакомился в Лейпциге с Ф. Палацким и С. Милутиновичем; под их влиянием увлёкся идеей славянской взаимности и принялся за изучение славянских языков.
В 1830 году он опубликовал в немецкой газете Краткую грамматику сорбского языка (Kurzgefasste Grammatik der Sorben-wendischen Sprache). Принимал видное участие в составлении словаря серболужицкого языка, изданного Пфулем (1857-66). Ряд своих работ Зейлер опубликовал в журналах в 1841—1848 годов, был редактором газеты Tydźenska Nowina. В 1841 году был одним из инициаторов издания литературной газеты «Jutnička». В 1847 г. Зейлер явился одним из учредителей Матицы сербо-лужицкой, а затем сотрудничал в её «Часописе». Именно в этот период времени начинается его сотрудничество с композитором Коцором, который создает музыкальное сопровождение всем стихам Зейлера.
Многочисленные работы Зейлера, особенно патриотические песни, основаны на сказках и легендах сорбского народа.

## Память
- Его именем названа государственная премия Министерства науки и искусства федеральной земли Саксония.